# Wake the Sleeper
Wake The Sleeper est le 21e album studio du groupe britannique Uriah Heep. Avec cet opus, Mick Box, Trevor Bolder, Bernie Shaw, Phil Lanzon et le nouveau batteur Russell Gilbrook réalisent un retour sur le devant de la scène hard et rock progressif. Certains magazines européens et même français[Lesquels ?], reconnaissent la performance et la qualifie de « réveil du géant endormi ».